# Acid pentacosilic
Acidul pentacosilic (cunoscut și sub denumirea de acid pentacosanoic sau hienic) este un acid carboxilic liniar cu formula de structură restrânsă CH3-(CH2)23-COOH. Este un acid gras saturat, având 25 atomi de carbon.